# Declan de Barra
Declan de Barra (ur. 6 maja 1971 w Waterford) – irlandzki wokalista, scenarzysta i grafik. Na scenie muzycznej działa od 18 roku życia.
W 1988 r. przeprowadził się do Australii i tam przez długie lata tworzył z grupą Non Intentional Lifeform (wytwórnia: Dutch label Roadrunner Records). W 1999 r. założył wraz z Russellem Fawcusem oraz Benjaminem i Liamem Andrews zespół o nazwie Clann Zú w którym występował zarówno na scenie australijskiej jak i europejskiej do 2005 r. W 2002 r. powrócił na irlandzką scenę muzyczną i filmową. W czasie trasy koncertowej Clann Zú w 2004 r. występował także solo.
Ze swoim ostatnim zespołem wydał 3 płyty: singel Clann Zú oraz dwa albumy Rua i Black Coats & Bandages (pod skrzydłami wytwórni G7 Welcoming Committee).

20.05.2007 pojawiła się jego pierwsza solowa płyta: Song of a Thousand Birds.
W ramach swojej twórczości zrealizował także kilka animacji – jedną z nich (teledysk do piosenki „Five Thousand more” Clann Zú).
W 2019 był autorem scenariusza 1 odcinka serialu Wiedźmin.